# カア
カア（Qa'a）はエジプト第1王朝最後のファラオで、アビュドスには30×23mにも及ぶ巨大な墓がある。マネトの記録の中のビエネケスと同一人物であれば、26年間の治世であったことになる。治世が長かったことは、墓が巨大であることからも窺うことができる。1993年からのドイツ考古学会による発掘調査で、生贄の墓が26個も作られていたことが分かった.。また、墓の入り口近くから、ボエトスの名前の印が押されているのが見つかった。このことにより、マネトが書いたように、カアの死後、ボエトスが即位し、エジプト第2王朝を興したことが確認された。
この地で2回目の、長期在位を祝う祭（Sed festival）が開かれたことと、墓に多くの石碑が建てられていたことから、カアの治世は相当安定し、繁栄した時代だったことが窺える。カアの名前は、「彼の左腕は挙げられる」（His Arm is Raised）という意味に訳される。
カアは紀元前2916年頃、エジプトを統治していたと考えられている。